# Milad Beigi
Milad Beigi Harchegani (* 1. März 1991 in Isfahan, Iran) ist ein im Iran geborener Taekwondoin, der seit 2015 für Aserbaidschan antritt. Er startet in der Gewichtsklasse bis 80 Kilogramm.

## Karriere
Seinen ersten internationalen Wettkampf bestritt Beigi mit 2014. Trotz guter Resultate wurde er nicht für den iranischen Kader für die Weltmeisterschaften 2015 berücksichtigt, woraufhin Beigi zum aserbaidschanischen Verband wechselte. Bei den Europaspielen kämpfte er sich ins Finale vor, in dem er Albert Gaun mit 9:4 besiegte. Im Jahr darauf wurde er Europameister mit einem Finalsieg gegen Yunus Sari. Ebenso gewann er ein Qualifikationsturnier für die Olympischen Spiele in Rio de Janeiro. Dort unterlag er im Halbfinale Lutalo Muhammad mit 7:12 und setzte sich im Kampf um die Bronzemedaille mit 12:0 gegen Piotr Paziński durch. 2017 wurde er in Muju nach einem 21:3-Finalsieg über Anton Kotkow erstmals Weltmeister. 2019 verteidigte er in Manchester seinen Titel.